# Spengler Cup 1994
Der Spengler Cup 1994 (französisch Coupe Spengler 1994) war die 68. Auflage des gleichnamigen Wettbewerbs und fand vom 26. bis 31. Dezember 1994 im Schweizer Luftkurort Davos statt. Als Spielstätte fungierte das dortige Eisstadion.
Es siegte erneut Färjestad BK, das durch einen 3:0-Sieg im Finalspiel in einer Neuauflage des Vorjahresfinals über den Gastgeber HC Davos das Turnier gewann. Bereits in der Qualifikation hatten die Schweden die Partie deutlich mit 8:3 für sich entschieden. Nach dem Sieg im Vorjahr verteidigte der schwedische Klub erfolgreich den Titel. Der Schwede Jonas Höglund war mit neun Scorerpunkten, darunter sieben Tore, erfolgreichster Akteur des Turniers.

## Modus
Die fünf teilnehmenden Teams spielten zunächst in einer Einfachrunde im Modus «jeder gegen jeden», so dass jede Mannschaft vier Spiele bestritt. Die beiden punktbesten Mannschaften nach Abschluss der zehn Qualifikationsspiele ermittelten schliesslich in einer zusätzlichen Partie den Turniersieger.

## Turnierverlauf

### Qualifikation
| Dezember 1994 | HC Davos | 3:8 (0:3, 1:1, 2:4) | Färjestad BK | Eisstadion, Davos |

| Dezember 1994 | Team Canada | 2:1 (2:0, 0:0, 0:1) | HK Traktor Tscheljabinsk | Eisstadion, Davos |

| Dezember 1994 | HK Traktor Tscheljabinsk | 1:4 (1:2, 0:1, 0:1) | HC Davos | Eisstadion, Davos |

| Dezember 1994 | HIFK Helsinki | 5:6 (2:2, 0:1, 3:3) | Team Canada | Eisstadion, Davos |

| Dezember 1994 | Färjestad BK | 3:2 n. P. (2:1, 0:0, 0:1, 0:0, 1:0) | HK Traktor Tscheljabinsk | Eisstadion, Davos |

| Dezember 1994 | HC Davos | 8:3 (4:1, 1:0, 2:3) | HIFK Helsinki | Eisstadion, Davos |

| Dezember 1994 | HK Traktor Tscheljabinsk | 4:2 (1:1, 1:0, 2:1) | HIFK Helsinki | Eisstadion, Davos |

| Dezember 1994 | Färjestad BK | 3:2 n. V. (1:1, 0:1, 1:0, 1:0) | Team Canada | Eisstadion, Davos |

| Dezember 1994 | HIFK Helsinki | 6:5 n. V. (2:3, 1:1, 2:1, 1:0) | Färjestad BK | Eisstadion, Davos |

| Dezember 1994 | Team Canada | 0:6 (0:2, 0:2, 0:2) | HC Davos | Eisstadion, Davos |

| Pl. |                          | Sp | S | N | Tore  | Punkte |
| --- | ------------------------ | -- | - | - | ----- | ------ |
| 1.  | Färjestad BK             | 4  | 3 | 1 | 19:13 | 6:2    |
| 2.  | HC Davos                 | 4  | 3 | 1 | 21:12 | 6:2    |
| 3.  | Team Canada              | 4  | 2 | 2 | 10:15 | 4:4    |
| 4.  | HK Traktor Tscheljabinsk | 4  | 1 | 3 | 08:11 | 2:6    |
| 5.  | HIFK Helsinki            | 4  | 1 | 3 | 16:23 | 2:6    |

### Final
| 31. Dezember 1994 12:00 Uhr | Färjestad BK | 3:0 (0:0, 0:0, 3:0) | HC Davos | Eisstadion, Davos |

## All-Star-Team
| Angriff:      | HKT Waleri Karpow – Mika Kortelainen – Andrei Chomutow |
| Verteidigung: | Magnus Svensson – Dmitri Juschkewitsch                 |
| Tor:          | Nando Wieser                                           |